# Lublin
Lublin (jiddis לובלין, ukrán Люблін, litván Liublinas, orosz Люблин) (kiejtéseⓘ, IPA: ['lublʲin]) város Kelet-Lengyelországban, a Lublini vajdaság székhelye, Lengyelország kilencedik legnépesebb városa. A Lublini-fennsíkon fekszik a  Bystrzyca folyó mentén, mely a Wieprz folyó bal oldali mellékfolyója. A város területén a Bystrzycába két patak ömlik: a Czerniejówka és a Czechówka.

## Története
Lublin az egyik legrégebbi lengyel település. A település kezdetei a VI. századra nyúlnak vissza, amikor a Czwartek hegyen (a név valószínűleg a vásár napjáról, csütörtökről ered) virágzó falu volt, mely később kiterjedt a szomszédos dombokra – a várhegyre, az óvárosi, a grodzisko, żmigród, és białkowski hegyre. A várhegyen a X. században favár épült, később kőfallal vették körül, a XII. században várkapitányságot kapott. A Staromiejski dombon felépült a város. A legrégibb templom a Szent Mihály arkangyal-templom, melyet a legenda szerint 1262-ben épített Fekete Leszek győztes csatából visszatérve. A templomot a XIX. században bontották le. Először 1198-ban említik a várost oklevélben, Lublin magdeburgi városi jogokat I. Lokietek Ulászló királytól kapott 1317-ben. 1341-ben Nagy Kázmér nagy győzelmet aratott a tatárok felett Lublin mellett, egy évvel később a város újabb jogokat kapott, melyek értelmében várfallal vették körbe a várost. 1474-ben IV. Jagelló Kázmér király Lublint jelölte ki a lublini vajdaság központjául. A XV-XVI. században a város virágzásnak indult annak következtében, hogy itt haladt keresztül a Fekete-tengert Nyugat-Európával összekötő út, ennek eredménye lett a gyönyörű lublini műemlék központ. 1569-ben itt kötötték meg a lublini uniót, mely egyesítette a lengyel királyságot és a litván nagyfejedelemséget. A XVII. század közepén Lublint a svéd és kozák támadások és járványok (1630-as pestis 5000 áldozatot követelt) romba döntötték.
A XVII. században a lengyel belső nemzeti és gazdasági konfliktusok a híres lublini vásárok hanyatlását eredményezték. A háborúk és kozák lázadások (1648-50) következtében az európai kereskedők többsége emigrált. 1655-ben Lublint feldúlta az orosz-kozák hadsereg, különösen sokat szenvedett a zsidó negyed. 1656-ban a várost megtámadták a svédek, az épületeket lerombolták, a a lakosságot megtizedelték. 1686-ban kezdték trombitálni a lublini fanfárt. A következő években tovább folytatódott a város hanyatlása a hosszan tartó északi háború miatt (XVIII. század eleje). 1703-ban II. Erős Ágost király a krakkóihoz hasonló városi jogokat adott. A háborúk befejezése után újjáépítették a várost, főleg a főúri rezidenciákat és az egyházi birtokokat. Formálódottk a Krakowskie Przedmieście utca, a város főutcája és a Litewski tér, de a város továbbra is szegényes látványt nyújtott.

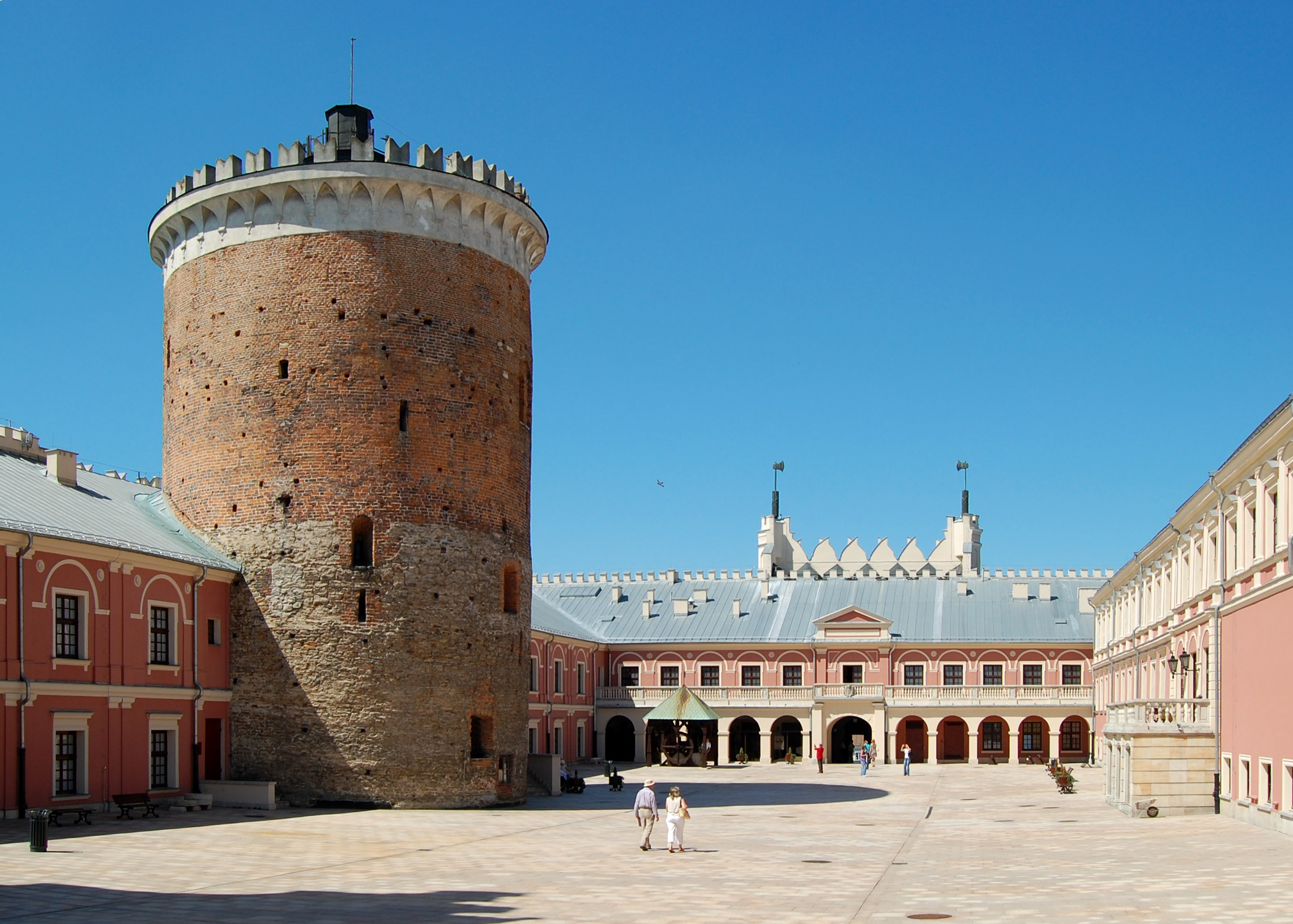
A lublini vár

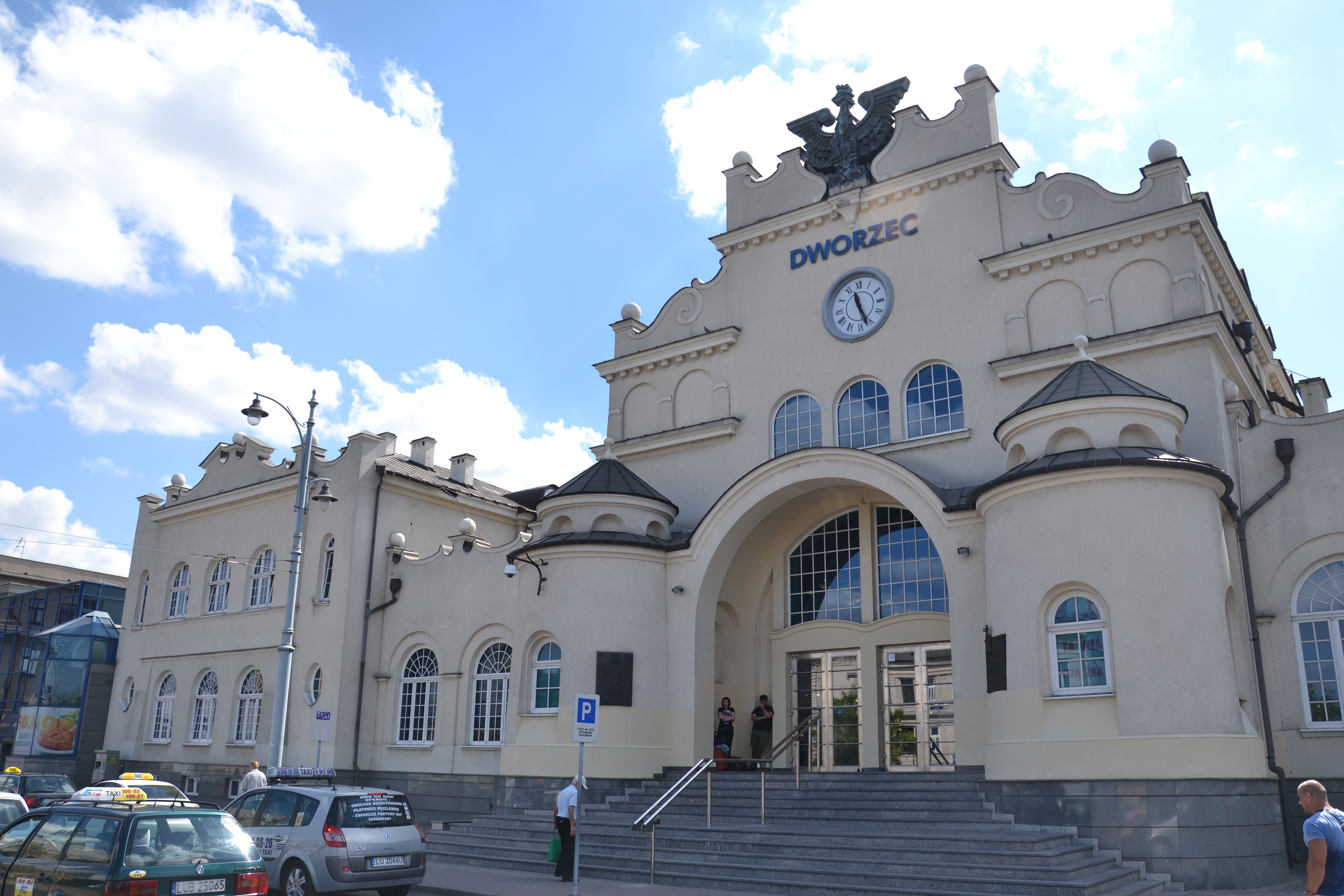
Lublin vasúti főpályaudvara

A lengyel felvilágosodás alatt 1780-ban megalakult a „Boni Ordinis” alapítvány, mely célul tűzte ki a lakóházak restaurálását és az utcák burkolását, valamint a városháza újjáépítését.
1788-ban 100 év után újjászületett a protestáns mozgalom, melynek kifejeződése a mai napig fennálló Szentháromság templom felépítése volt. A május 3-i alkotmány kihirdetése után, melyet a város nagy lelkesedéssel fogadott, Lublin megválasztotta első elnökét (polgármesterét) Teodor Gruell-Gretzet, aki különösen sokat tett a város fejlődéséért.
1792-ben II. Katalin orosz cárnő parancsára a várost elfoglalta az orosz hadsereg, véget vetve a rövid virágzásnak. Lengyelország harmadik felosztása után, 1795-ben a város a Habsburg Birodalom fennhatósága alá került. 1809-ben a várost a Varsói Hercegséghez csatolták. 1815-ben a Kongresszusi Királyság részeként orosz fennhatóság alá került, és 1837-ben kormányzóság központja lett. 1873-ban a város népessége 28,9 ezer, 1897-ben 50,2 ezer főre nőtt. 1877-ben épültek ki az első vasútvonalak.
Az első világháború alatt az oroszok visszavonultak, 1915 nyarán a várost német és osztrák-magyar csapatok foglalták el, végleg megszűnt az orosz uralom a városban. 1918-ban megalapították a lengyel tannyelvű Katolicki Uniwersytet Lubelskit (Lulblini katolikus egyetem). 1918 novemberétől a város ismét a független Lengyelországhoz tartozott, újra vajdasági székhely lett. 1939 szeptemberétől 1944 augusztusáig a város német megszállás alatt állt. A megszállás alatt a németek koncentrációs tábort nyitottak Majdanekben és gettót a zsidó lakosságnak. A holokauszt idején kb. 40 000 lublini zsidó pusztult el, ők alkották a háború előtti népesség egyharmadát. Eltűnt az ún. zsidó város is, vagyis a várt körülvevő középkori eredetű épületek háromnegyed része és Wieniawa kerület is, melynek lakosságát nagyrészt zsidók adták. A zsidó temetők is elpusztultak – a wieniawai teljesen megsemmisült.
1944. július 23. után 164 napig Lublin töltötte be a kommunista Lengyelország fővárosának szerepét. A  Lengyel Népköztársaság (Polska Rzeczpospolita Ludowa, PRL) idején hatalmas fejlődésnek indult a város. 1944-ben megalakult az Uniwersytet Marii Curie-Skłodowskiej w Lublinie (Lublini egyetem). Sok gyár épült, többek között a Fabryka Samochodów Ciężarowych w Lublinie – FSC (teherautógyár) és a közeli Świdnikben a WSK PZL Świdnik helikoptergyár.
1989-ig a város népessége a háború előttinek több, mint háromszorosára nőtt. 1980 júliusában Lublinban és Świdnikben került sor az első nagyarányú munkás sztrájkra, mely a tengermelléki augusztusi sztrájkokban folytatódott és mely a Szolidaritás (Solidarność) szakszervezet megalakulásához vezetett.

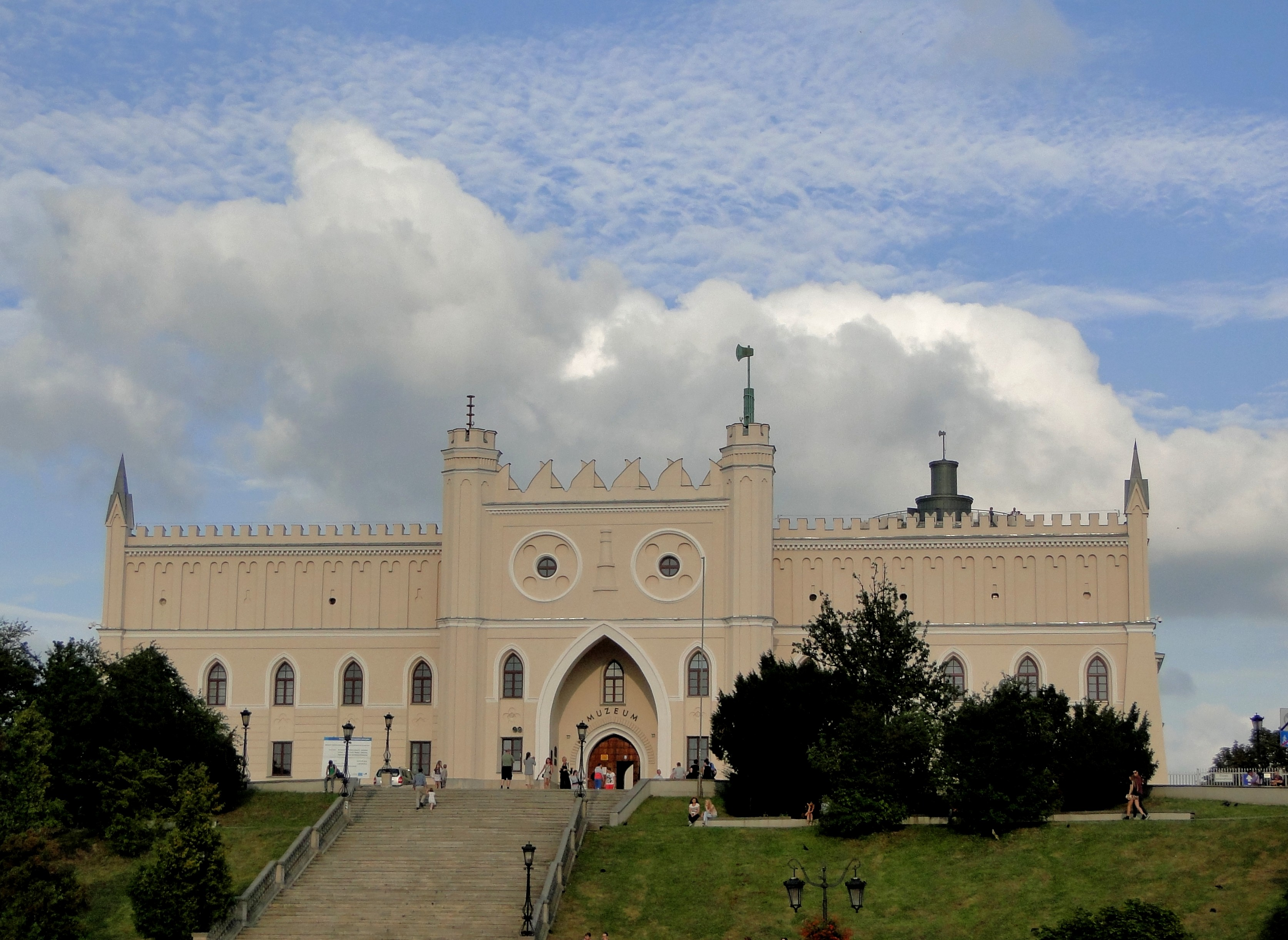
A vár

## Műemlékek
- Brama Krakowska – Krakkói kapu, XIV. sz.
- Brama Grodzka – Városi kapu XVIII. sz.
- Zamek z Kaplicą Zamkową – Vár várkápolnával, XII, XIII. sz.
- Katedrális – 1586-1604 barokk (eredetileg jezsuita) templom
- Kościół Dominikanów – Domonkos templom XIV. sz., XVII. sz-ban barokkosítva
- Kościół Bernardynów – Bencés templom, eredetileg késő gótikus, 1602-1607-ben átalakítva reneszánsz.

## Gazdaság

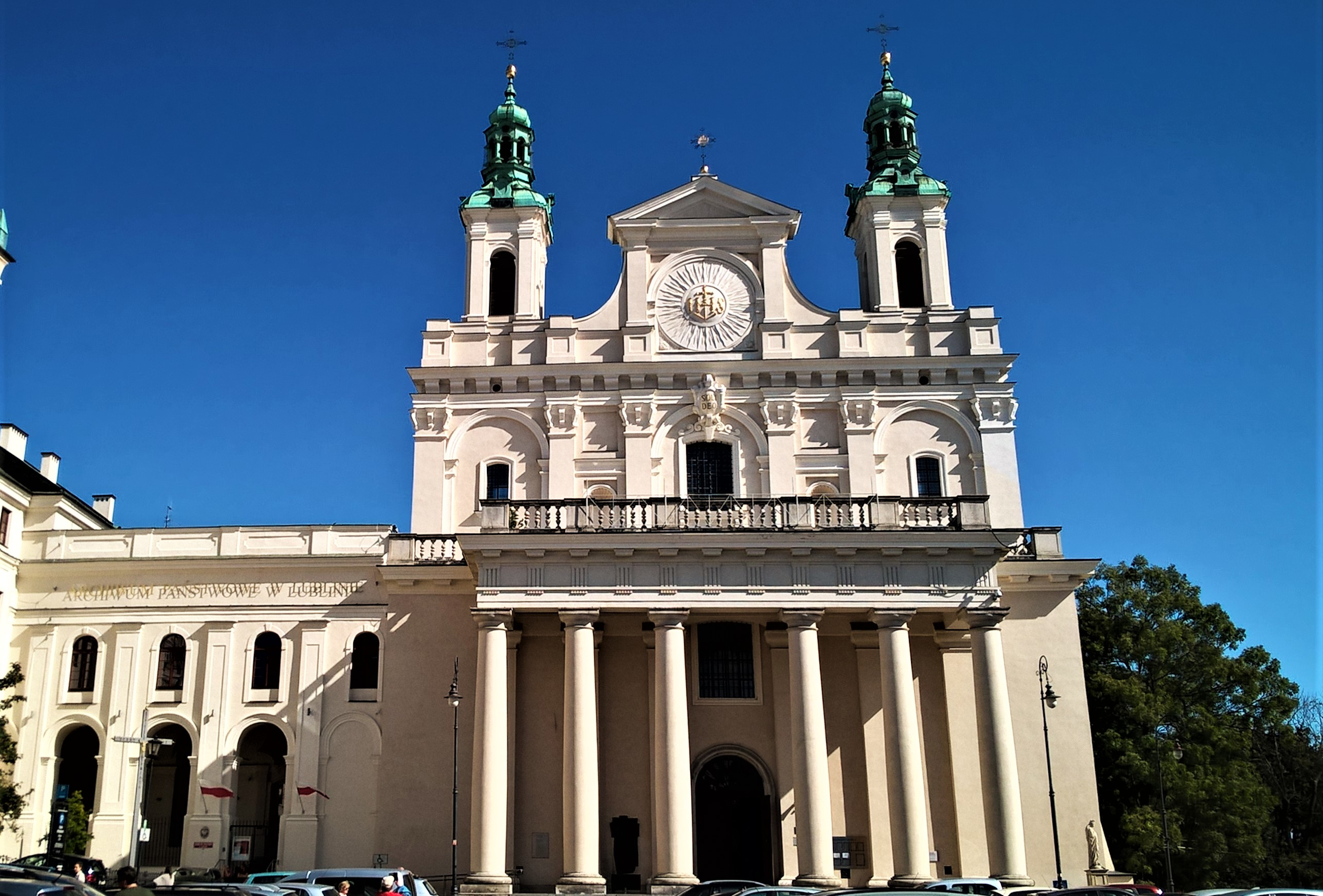
A felújítás alatt álló Katedrális (2009.)

## Oktatás
Lublini főiskolák és egyetemek:
- Akademia Medyczna w Lublinie
- Akademia Rolnicza w Lublinie
- Katolicki Uniwersytet Lubelski
- Lubelska Szkoła Biznesu
- Politechnika Lubelska
- Uniwersytet Marii Curie-Skłodowskiej w Lublinie
- Wyższa Szkoła Ekonomii i Innowacji w Lublinie
- Wyższa Szkoła Nauk Społecznych w Lublinie
- Wyższa Szkoła Przedsiębiorczości i Administracji
- Wyższa Szkoła Społeczno-Przyrodnicza w Lublinie
- Lubelska Szkoła Wyższa im. Króla Władysława Jagiełły
- Wyższa Szkoła Humanistyczna im. Alojzego Szubartowskiego

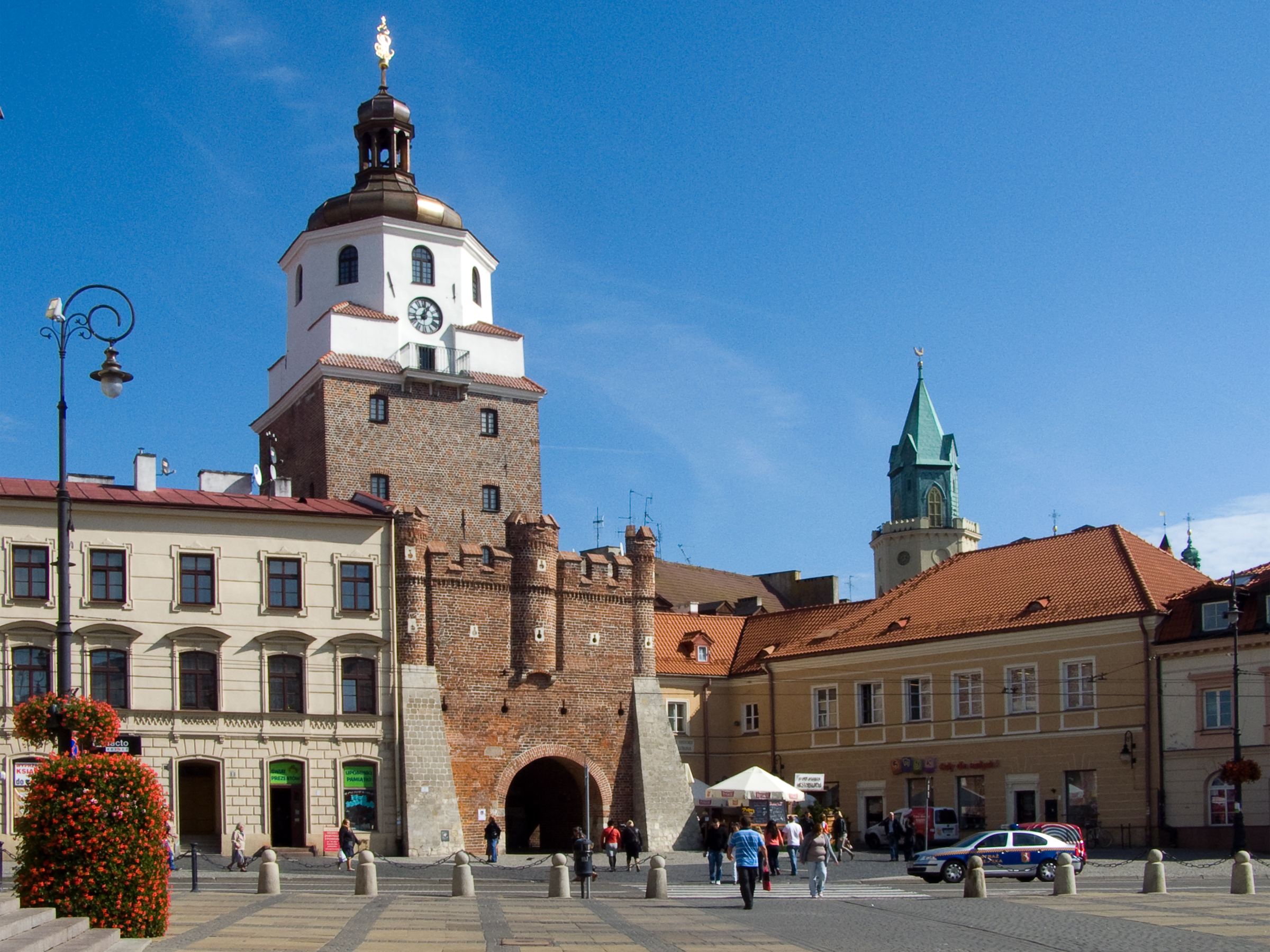
A Krakkói Kapu

## Sport
Az évente megrendezett motokrossz verseny nagy népszerűségnek örvend.
- Labdarúgás:
  - Lublinianka SSA
  - Juniorzy Młodsi Lublinianka SSA

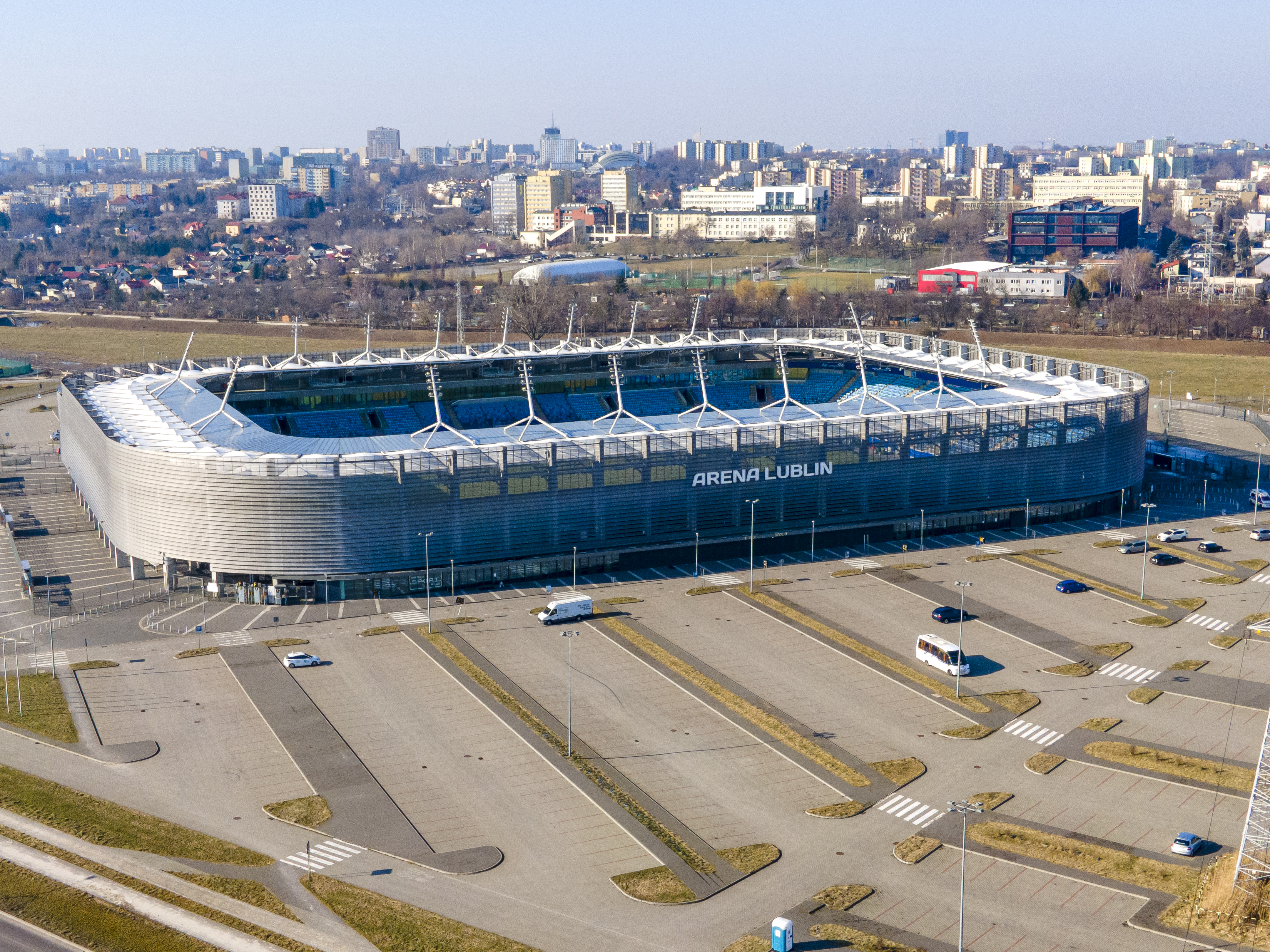
Arena Lublin

  - Stowarzyszenie Młodzieży Viking Lublinianka

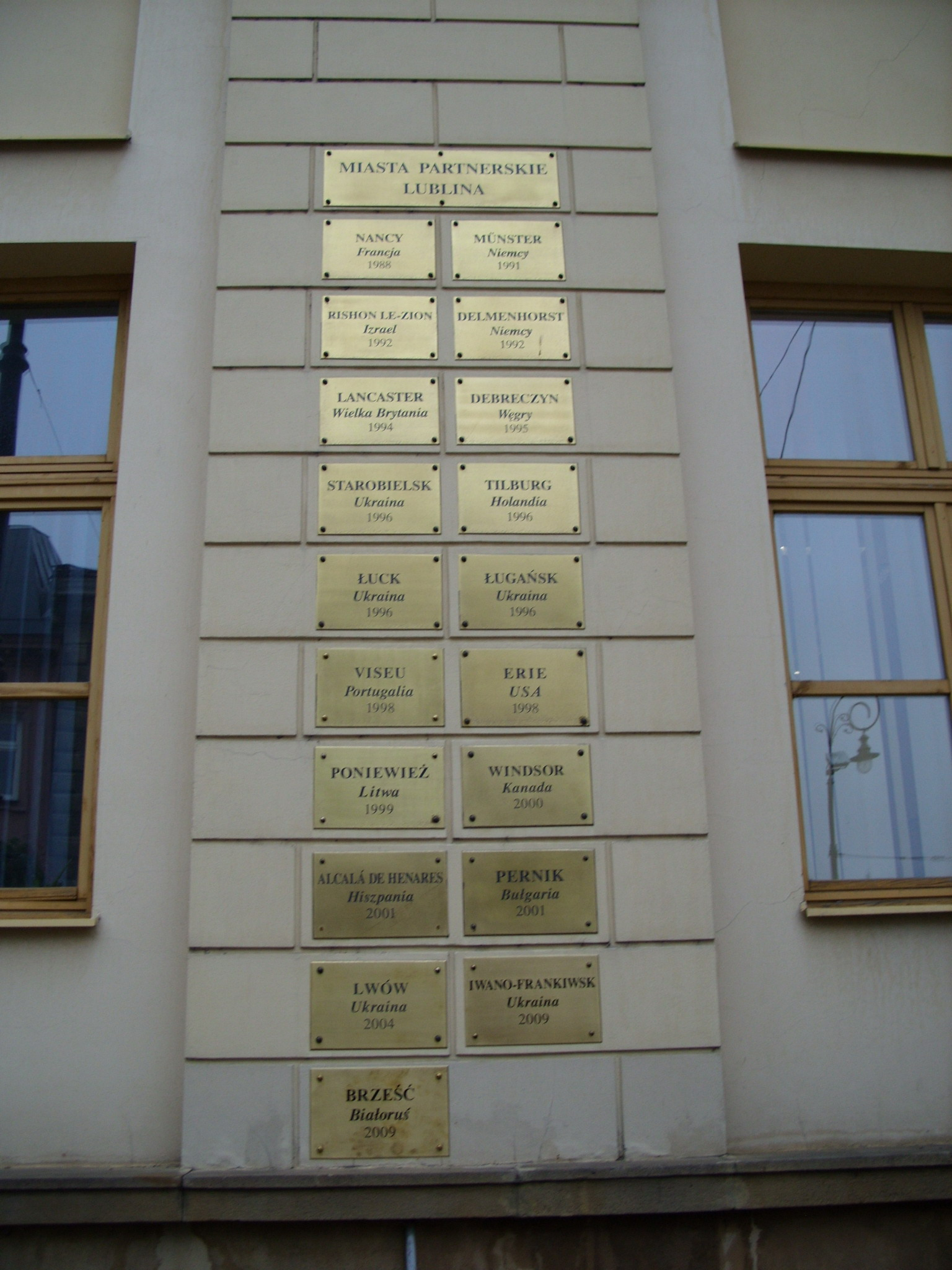
Testvérvárosok táblái a városháza oldalán

  - Motor Lublin
- kézilabda:
  - SPR Lublin
  - UTS Orlik
- kosárlabda:
  - Start AZS Lublin
- rögbi:
  - KS Budowlani
- úszás:
  - KS Lublinianka
  - UTS Orlik
- salakmotorozás:
  - Towarzystwo Żużlowe Lublin
- országúti kerékpározás:
  - Lubelskie Towarzystwo Cyklistów
- Akademicki Związek Sportowy

## Testvérvárosai
- Alcalá de Henares
- Breszt
- Debrecen
- Delmenhorst
- Erie
- Ivano-Frankivszk
- Lancaster
- Lviv
- Luck
- Luhanszk
- Münster
- Nancy
- Pernik
- Panevėžys
- Risón Lecijón
- Sztarobilszk
- Szumi
- Tilburg
- Tver
- Viseu
- Windsor

## Külső hivatkozások
- Lublin város hivatalos honlapja (lengyelül) (angolul)
- Lublin 2016 – Európa Kulturális Fővárosa
- Genealógia a városban és egy sor érdekes információ, mely nem található a hivatalos honlapon
- Lublin Múzeum (lengyelül)
- Virtuális zsidó történelmi túra: Lublin